# Classique féminine de Navarre 2022
La 4e édition de la Classique féminine de Navarre a eu lieu le 11 mai 2022. La course fait partie du calendrier international féminin UCI 2022 en catégorie 1.1. Elle est remportée par l'Américaine Veronica Ewers .

## Parcours
Les difficultés suivantes sont franchises : Muro de Olaverri, Muro de Tiebas,  Muro de Biurrun, Muro de Tirapu, Muro de Artajona,  El Perdon,  Muro de Zariquiegui et Muro Galar.

## Équipes
| UCI Women's WorldTeams (7)- Team BikeExchange-Jayco - EF Education-TIBCO-SVB - Human Powered Health - Liv Racing Xstra - Movistar Team - Roland Cogeas-Edelweiss Squad - UAE Team ADQ Équipes féminines continentales (12)- Arkéa Pro Cycling Team - Bepink - Bizkaia-Durango - Colombia Tierra De Atletas-GW-Shimano - Eneicat-RBH - Farto-BTC - Laboral Kutxa-Fundacion Euskadi - Massi Tactic - Río Miera-Cantabria Deporte - Stade Rochelais Charente-Maritime - Sopela - Valcar-Travel & Service Équipe féminines amateur (2)- Vipeq-La Vaca Purpura - Zaaf |
| |

## Récit de la course
L'échappée est constituée de : Lija Laizane, Aurela Nerlo, Yeny Lorena Colmenares et Usoa Ostolaza. Mireia Benito les rejoint dans un second temps. Cette dernière sort seule dans le  Muro de Artajona. Un groupe de poursuite avec Ane Santesteban, Kristen Faulkner et Veronica Ewers part à sa chasse. Il opère la jonction à trente-sept kilomètres de l'arrivée. Leur avance est alors d'une minute, mais se réduit à quelques secondes à dix-sept kilomètres de la ligne. Dans le Muro Galar, Veronica Ewers sort et reprend du terrain sur le peloton. Benito est lâchée. Ewers s'impose seule devant Santesteban.

## Classements

### Classement final
| \| Classement général \| Classement général \| Classement général \| Classement général \| Classement général \| \| Coureuse \| Coureuse \| Pays \| Équipe \| Temps \| \| ------------------ \| ------------------- \| ------------------ \| --------------------------------- \| ------------------ \| \| 1re \| Veronica Ewers \| États-Unis \| EF Education-TIBCO-SVB \| 3 h 27 min 52 s \| \| 2e \| Ane Santesteban \| Espagne \| Team BikeExchange-Jayco \| + 35 s \| \| 3e \| Kristen Faulkner \| États-Unis \| Team BikeExchange-Jayco \| + 58 s \| \| 4e \| Mireia Benito \| Espagne \| Massi Tactic \| + 1 min 31 s \| \| 5e \| Jelena Erić \| Serbie \| Movistar Team \| + 3 min 52 s \| \| 6e \| Tamara Dronova \| Russie \| Roland Cogeas-Edelweiss Squad \| + 3 min 52 s \| \| 7e \| Ruby Roseman-Gannon \| Australie \| Team BikeExchange-Jayco \| + 3 min 52 s \| \| 8e \| Ántri Christofórou \| Chypre \| Farto-BTC \| + 3 min 52 s \| \| 9e \| Nadia Quagliotto \| Italie \| Bepink \| + 3 min 52 s \| \| 10e \| Noémie Abgrall \| France \| Stade Rochelais Charente-Maritime \| + 3 min 52 s \| |                     |            |                                   |                 |
| |                     |            |                                   |                 |
| |                     |            |                                   |                 |
| Classement général |                     |            |                                   |                 |
| Coureuse | Coureuse            | Pays       | Équipe                            | Temps           |
| 1re | Veronica Ewers      | États-Unis | EF Education-TIBCO-SVB            | 3 h 27 min 52 s |
| 2e | Ane Santesteban     | Espagne    | Team BikeExchange-Jayco           | + 35 s          |
| 3e | Kristen Faulkner    | États-Unis | Team BikeExchange-Jayco           | + 58 s          |
| 4e | Mireia Benito       | Espagne    | Massi Tactic                      | + 1 min 31 s    |
| 5e | Jelena Erić         | Serbie     | Movistar Team                     | + 3 min 52 s    |
| 6e | Tamara Dronova      | Russie     | Roland Cogeas-Edelweiss Squad     | + 3 min 52 s    |
| 7e | Ruby Roseman-Gannon | Australie  | Team BikeExchange-Jayco           | + 3 min 52 s    |
| 8e | Ántri Christofórou  | Chypre     | Farto-BTC                         | + 3 min 52 s    |
| 9e | Nadia Quagliotto    | Italie     | Bepink                            | + 3 min 52 s    |
| 10e | Noémie Abgrall      | France     | Stade Rochelais Charente-Maritime | + 3 min 52 s    |

### Points UCI
| Position           | 1er | 2e | 3e | 4e | 5e | 6e | 7e | 8e | 9e | 10e | 11e | 12e | 13e à 15e | 16e à 25e |
| Classement général | 125 | 85 | 70 | 60 | 50 | 40 | 35 | 30 | 25 | 20  | 15  | 10  | 5         | 3         |

## Liste des participantes
| Movistar Team MOV | Movistar Team MOV         | Movistar Team MOV |
| ----------------- | ------------------------- | ----------------- |
| Num               | Coureuse                  | Pos               |
| 1                 | Jelena Erić (SRB) (route) | 5e                |
| 2                 | Alicia González (ESP)     | AB                |
| 3                 | Sheyla Gutiérrez (ESP)    | 32e               |
| 4                 | Sara Martín (ESP)         | 24e               |
| 5                 | Lourdes Oyarbide (ESP)    | AB                |
| 6                 | Gloria Rodríguez (ESP)    | AB                |

| Team BikeExchange-Jayco BEX | Team BikeExchange-Jayco BEX | Team BikeExchange-Jayco BEX |
| --------------------------- | --------------------------- | --------------------------- |
| Num                         | Coureuse                    | Pos                         |
| 11                          | Ane Santesteban (ESP)       | 2e                          |
| 12                          | Urška Žigart (SLO)          | 20e                         |
| 13                          | Ruby Roseman-Gannon (AUS)   | 7e                          |
| 14                          | Georgia Williams (NZL)      | 46e                         |
| 15                          | Wei Shi Chelsie Tan (SGP)   | AB                          |
| 16                          | Kristen Faulkner (USA)      | 3e                          |

| UAE Team ADQ UAD | UAE Team ADQ UAD            | UAE Team ADQ UAD |
| ---------------- | --------------------------- | ---------------- |
| Num              | Coureuse                    | Pos              |
| 21               | Eugenia Bujak (SLO) (route) | 14e              |
| 22               | Alessia Patuelli (ITA)      | 45e              |
| 24               | Linda Zanetti (SUI)         | 23e              |
| 26               | Maria Novolodskaya (RUS)    | 73e              |

| EF Education-TIBCO-SVB TIB | EF Education-TIBCO-SVB TIB    | EF Education-TIBCO-SVB TIB |
| -------------------------- | ----------------------------- | -------------------------- |
| Num                        | Coureuse                      | Pos                        |
| 31                         | Veronica Ewers (USA)          | 1re                        |
| 32                         | Kristabel Doebel-Hickok (USA) | 13e                        |
| 33                         | Magdeleine Vallieres (CAN)    | 11e                        |
| 34                         | Abi Smith (GBR)               | AB                         |
| 35                         | Kathrin Hammes (GER)          | 19e                        |
| 36                         | Clara Honsinger (USA)         | 28e                        |

| Roland Cogeas-Edelweiss Squad CGS | Roland Cogeas-Edelweiss Squad CGS | Roland Cogeas-Edelweiss Squad CGS |
| --------------------------------- | --------------------------------- | --------------------------------- |
| Num                               | Coureuse                          | Pos                               |
| 41                                | Ines Cantera (ESP)                | 30e                               |
| 43                                | Olga Zabelinskaïa (UZB)           | 62e                               |
| 44                                | Tamara Dronova (RUS)              | 6e                                |
| 45                                | Caroline Baur (SUI)               | AB                                |
| 46                                | Rotem Gafinovitz (ISR)            | AB                                |

| Liv Racing Xstra LIV | Liv Racing Xstra LIV           | Liv Racing Xstra LIV |
| -------------------- | ------------------------------ | -------------------- |
| Num                  | Coureuse                       | Pos                  |
| 51                   | Jeanne Korevaar (NED)          | 18e                  |
| 52                   | Marta Jaskulska (POL)          | 47e                  |
| 53                   | Tereza Neumanová (CZE) (route) | 22e                  |
| 54                   | Katia Ragusa (ITA)             | AB                   |

| Valcar-Travel & Service VAL | Valcar-Travel & Service VAL | Valcar-Travel & Service VAL |
| --------------------------- | --------------------------- | --------------------------- |
| Num                         | Coureuse                    | Pos                         |
| 61                          | Margaux Vigié (FRA)         | 42e                         |
| 62                          | Alice Maria Arzuffi (ITA)   | 15e                         |
| 63                          | Elena Pirrone (ITA)         | AB                          |
| 64                          | Elizabeth Stannard (AUS)    | 17e                         |
| 65                          | Anastasia Carbonari (LAT)   | 29e                         |
| 66                          | Federica Piergiovanni (ITA) | 40e                         |

| Human Powered Health HPW | Human Powered Health HPW | Human Powered Health HPW |
| ------------------------ | ------------------------ | ------------------------ |
| Num                      | Coureuse                 | Pos                      |
| 71                       | Nina Buysman (NED)       | 12e                      |
| 72                       | Marit Raaijmakers (NED)  | AB                       |
| 73                       | Eri Yonamine (JPN)       | 69e                      |
| 75                       | Barbara Malcotti (ITA)   | 21e                      |

| Arkéa Pro Cycling Team ARK | Arkéa Pro Cycling Team ARK | Arkéa Pro Cycling Team ARK |
| -------------------------- | -------------------------- | -------------------------- |
| Num                        | Coureuse                   | Pos                        |
| 81                         | Julia Biryukova (UKR)      | AB                         |
| 82                         | Morgane Coston (FRA)       | 16e                        |
| 83                         | Charlotte Becker (GER)     | AB                         |
| 84                         | Pauline Allin (FRA)        | AB                         |
| 86                         | Maryanne Hinault (FRA)     | AB                         |

| Laboral Kutxa-Fundación Euskadi LKF | Laboral Kutxa-Fundación Euskadi LKF | Laboral Kutxa-Fundación Euskadi LKF |
| ----------------------------------- | ----------------------------------- | ----------------------------------- |
| Num                                 | Coureuse                            | Pos                                 |
| 91                                  | Idoia Eraso (ESP)                   | 34e                                 |
| 92                                  | Irantzu Beloki (ESP)                | AB                                  |
| 93                                  | Olatz Gabilondo (ESP)               | AB                                  |
| 94                                  | Usoa Ostolaza (ESP)                 | 35e                                 |
| 95                                  | Ariana Gilabert (ESP)               | 66e                                 |
| 96                                  | Yurani Blanco (ESP)                 | 36e                                 |

| Farto-BTC FAR | Farto-BTC FAR                    | Farto-BTC FAR |
| ------------- | -------------------------------- | ------------- |
| Num           | Coureuse                         | Pos           |
| 101           | Ántri Christofórou (CYP) (route) | 8e            |
| 102           | Marta Romeu (ESP)                | 50e           |
| 103           | Ariadna Gutiérrez (MEX)          | 64e           |
| 104           | Marie-Soleil Blais (CAN)         | 61e           |
| 105           | Azulde Britz (RSA)               | 70e           |
| 106           | Maria Del Pilar Jimenez (ESP)    | AB            |

| Colombia Tierra de Atletas CTF | Colombia Tierra de Atletas CTF | Colombia Tierra de Atletas CTF |
| ------------------------------ | ------------------------------ | ------------------------------ |
| Num                            | Coureuse                       | Pos                            |
| 111                            | Paula Carrasco (COL)           | AB                             |
| 112                            | Liseth Carrero (COL)           | 53e                            |
| 113                            | Lorena Colmenares (COL)        | 52e                            |
| 114                            | Jennifer Ducuara (COL)         | 39e                            |
| 115                            | Cristina Sanabria (COL)        | 65e                            |
| 116                            | Jessenia Meneses (COL)         | 43e                            |

| Stade Rochelais Charente-Maritime CMW | Stade Rochelais Charente-Maritime CMW    | Stade Rochelais Charente-Maritime CMW |
| ------------------------------------- | ---------------------------------------- | ------------------------------------- |
| Num                                   | Coureuse                                 | Pos                                   |
| 121                                   | Marine Allione (FRA)                     | 27e                                   |
| 122                                   | Manon Souyris (FRA)                      | AB                                    |
| 124                                   | Noémie Abgrall (FRA)                     | 10e                                   |
| 125                                   | Frances Janse van Rensburg (RSA) (route) | 38e                                   |

| Bepink BPK | Bepink BPK                      | Bepink BPK |
| ---------- | ------------------------------- | ---------- |
| Num        | Coureuse                        | Pos        |
| 131        | Elisabet Escursell Valero (ESP) | 71e        |
| 132        | Nadia Quagliotto (ITA)          | 9e         |
| 133        | Prisca Savi (ITA)               | 26e        |
| 134        | Valentina Basilico (ITA)        | 44e        |
| 135        | Matilde Vitillo (ITA)           | 25e        |
| 136        | Nora Jenčušová (SVK)            | AB         |

| Eneicat-RBH EIC | Eneicat-RBH EIC                | Eneicat-RBH EIC |
| --------------- | ------------------------------ | --------------- |
| Num             | Coureuse                       | Pos             |
| 141             | Anastasiia Lebedeva (RUS)      | 51e             |
| 142             | Lija Laizāne (LAT)             | 72e             |
| 144             | Varvara Fasoi (GRE) (route)    | 37e             |
| 145             | Alessia Bulleri (ITA)          | 33e             |
| 146             | Aidi Gerde Tuisk (EST) (route) | AB              |

| Massi Tactic MAT | Massi Tactic MAT      | Massi Tactic MAT |
| ---------------- | --------------------- | ---------------- |
| Num              | Coureuse              | Pos              |
| 151              | Mireia Benito (ESP)   | 4e               |
| 152              | Maaike Coljé (NED)    | 41e              |
| 153              | Corinna Lechner (GER) | 63e              |
| 154              | Nathalie Eklund (SWE) | 49e              |
| 156              | Sofia Gomes (POR)     | AB               |

| Río Miera-Cantabria Deporte RMC | Río Miera-Cantabria Deporte RMC | Río Miera-Cantabria Deporte RMC |
| ------------------------------- | ------------------------------- | ------------------------------- |
| Num                             | Coureuse                        | Pos                             |
| 161                             | Eva Anguela (ESP)               | AB                              |
| 162                             | Ania Horcajada (ESP)            | AB                              |
| 163                             | Carolina Esteban (ESP)          | AB                              |
| 164                             | Laura Tenorio (ESP)             | AB                              |
| 165                             | Beatriz Roxo (POR)              | 58e                             |
| 166                             | Susana Perez (ESP)              | 48e                             |

| Bizkaia-Durango BDP | Bizkaia-Durango BDP     | Bizkaia-Durango BDP |
| ------------------- | ----------------------- | ------------------- |
| Num                 | Coureuse                | Pos                 |
| 171                 | Aileen Schweikart (GER) | AB                  |
| 172                 | Melissa Maia (POR)      | 59e                 |
| 173                 | Daniela Campos (POR)    | AB                  |
| 174                 | Alba Teruel (ESP)       | 31e                 |
| 175                 | Carolina Upegui (COL)   | 68e                 |

| Zaaf Cycling Team ___ | Zaaf Cycling Team ___                      | Zaaf Cycling Team ___ |
| --------------------- | ------------------------------------------ | --------------------- |
| Num                   | Coureuse                                   | Pos                   |
| 181                   | Mandana Dehghan (IRI)                      | 60e                   |
| 182                   | Maria De Los Angeles Medina Gonzalez (ESP) | AB                    |
| 183                   | Camila Ayala (ARG)                         | 54e                   |
| 184                   | Maribel Aguirre (ARG)                      | AB                    |
| 186                   | Dolores Rodriguez (ARG)                    | AB                    |

| Vipeq-La Vaca Purpura ___ | Vipeq-La Vaca Purpura ___  | Vipeq-La Vaca Purpura ___ |
| ------------------------- | -------------------------- | ------------------------- |
| Num                       | Coureuse                   | Pos                       |
| 191                       | Liubov Malervein (RUS)     | 55e                       |
| 192                       | Muskilda Olortiz (ESP)     | 57e                       |
| 193                       | Victoria Juanicotena (ESP) | AB                        |
| 194                       | Lorena Ruperez (ESP)       | AB                        |

| Sopela Women's Team SWT | Sopela Women's Team SWT        | Sopela Women's Team SWT |
| ----------------------- | ------------------------------ | ----------------------- |
| Num                     | Coureuse                       | Pos                     |
| 203                     | Naia Amondarain Gazañaga (ESP) | AB                      |
| 204                     | Maria Banlles Santamaria (ESP) | 67e                     |
| 205                     | Isabel Ferreres Navarro (ESP)  | AB                      |
| 206                     | Cristina Barrajon (ESP)        | 56e                     |

| Movistar Team MOV | Movistar Team MOV         | Movistar Team MOV |
| ----------------- | ------------------------- | ----------------- |
| Num               | Coureuse                  | Pos               |
| 1                 | Jelena Erić (SRB) (route) | 5e                |
| 2                 | Alicia González (ESP)     | AB                |
| 3                 | Sheyla Gutiérrez (ESP)    | 32e               |
| 4                 | Sara Martín (ESP)         | 24e               |
| 5                 | Lourdes Oyarbide (ESP)    | AB                |
| 6                 | Gloria Rodríguez (ESP)    | AB                |

| Team BikeExchange-Jayco BEX | Team BikeExchange-Jayco BEX | Team BikeExchange-Jayco BEX |
| --------------------------- | --------------------------- | --------------------------- |
| Num                         | Coureuse                    | Pos                         |
| 11                          | Ane Santesteban (ESP)       | 2e                          |
| 12                          | Urška Žigart (SLO)          | 20e                         |
| 13                          | Ruby Roseman-Gannon (AUS)   | 7e                          |
| 14                          | Georgia Williams (NZL)      | 46e                         |
| 15                          | Wei Shi Chelsie Tan (SGP)   | AB                          |
| 16                          | Kristen Faulkner (USA)      | 3e                          |

| UAE Team ADQ UAD | UAE Team ADQ UAD            | UAE Team ADQ UAD |
| ---------------- | --------------------------- | ---------------- |
| Num              | Coureuse                    | Pos              |
| 21               | Eugenia Bujak (SLO) (route) | 14e              |
| 22               | Alessia Patuelli (ITA)      | 45e              |
| 24               | Linda Zanetti (SUI)         | 23e              |
| 26               | Maria Novolodskaya (RUS)    | 73e              |

| EF Education-TIBCO-SVB TIB | EF Education-TIBCO-SVB TIB    | EF Education-TIBCO-SVB TIB |
| -------------------------- | ----------------------------- | -------------------------- |
| Num                        | Coureuse                      | Pos                        |
| 31                         | Veronica Ewers (USA)          | 1re                        |
| 32                         | Kristabel Doebel-Hickok (USA) | 13e                        |
| 33                         | Magdeleine Vallieres (CAN)    | 11e                        |
| 34                         | Abi Smith (GBR)               | AB                         |
| 35                         | Kathrin Hammes (GER)          | 19e                        |
| 36                         | Clara Honsinger (USA)         | 28e                        |

| Roland Cogeas-Edelweiss Squad CGS | Roland Cogeas-Edelweiss Squad CGS | Roland Cogeas-Edelweiss Squad CGS |
| --------------------------------- | --------------------------------- | --------------------------------- |
| Num                               | Coureuse                          | Pos                               |
| 41                                | Ines Cantera (ESP)                | 30e                               |
| 43                                | Olga Zabelinskaïa (UZB)           | 62e                               |
| 44                                | Tamara Dronova (RUS)              | 6e                                |
| 45                                | Caroline Baur (SUI)               | AB                                |
| 46                                | Rotem Gafinovitz (ISR)            | AB                                |

| Liv Racing Xstra LIV | Liv Racing Xstra LIV           | Liv Racing Xstra LIV |
| -------------------- | ------------------------------ | -------------------- |
| Num                  | Coureuse                       | Pos                  |
| 51                   | Jeanne Korevaar (NED)          | 18e                  |
| 52                   | Marta Jaskulska (POL)          | 47e                  |
| 53                   | Tereza Neumanová (CZE) (route) | 22e                  |
| 54                   | Katia Ragusa (ITA)             | AB                   |

| Valcar-Travel & Service VAL | Valcar-Travel & Service VAL | Valcar-Travel & Service VAL |
| --------------------------- | --------------------------- | --------------------------- |
| Num                         | Coureuse                    | Pos                         |
| 61                          | Margaux Vigié (FRA)         | 42e                         |
| 62                          | Alice Maria Arzuffi (ITA)   | 15e                         |
| 63                          | Elena Pirrone (ITA)         | AB                          |
| 64                          | Elizabeth Stannard (AUS)    | 17e                         |
| 65                          | Anastasia Carbonari (LAT)   | 29e                         |
| 66                          | Federica Piergiovanni (ITA) | 40e                         |

| Human Powered Health HPW | Human Powered Health HPW | Human Powered Health HPW |
| ------------------------ | ------------------------ | ------------------------ |
| Num                      | Coureuse                 | Pos                      |
| 71                       | Nina Buysman (NED)       | 12e                      |
| 72                       | Marit Raaijmakers (NED)  | AB                       |
| 73                       | Eri Yonamine (JPN)       | 69e                      |
| 75                       | Barbara Malcotti (ITA)   | 21e                      |

| Arkéa Pro Cycling Team ARK | Arkéa Pro Cycling Team ARK | Arkéa Pro Cycling Team ARK |
| -------------------------- | -------------------------- | -------------------------- |
| Num                        | Coureuse                   | Pos                        |
| 81                         | Julia Biryukova (UKR)      | AB                         |
| 82                         | Morgane Coston (FRA)       | 16e                        |
| 83                         | Charlotte Becker (GER)     | AB                         |
| 84                         | Pauline Allin (FRA)        | AB                         |
| 86                         | Maryanne Hinault (FRA)     | AB                         |

| Laboral Kutxa-Fundación Euskadi LKF | Laboral Kutxa-Fundación Euskadi LKF | Laboral Kutxa-Fundación Euskadi LKF |
| ----------------------------------- | ----------------------------------- | ----------------------------------- |
| Num                                 | Coureuse                            | Pos                                 |
| 91                                  | Idoia Eraso (ESP)                   | 34e                                 |
| 92                                  | Irantzu Beloki (ESP)                | AB                                  |
| 93                                  | Olatz Gabilondo (ESP)               | AB                                  |
| 94                                  | Usoa Ostolaza (ESP)                 | 35e                                 |
| 95                                  | Ariana Gilabert (ESP)               | 66e                                 |
| 96                                  | Yurani Blanco (ESP)                 | 36e                                 |

| Farto-BTC FAR | Farto-BTC FAR                    | Farto-BTC FAR |
| ------------- | -------------------------------- | ------------- |
| Num           | Coureuse                         | Pos           |
| 101           | Ántri Christofórou (CYP) (route) | 8e            |
| 102           | Marta Romeu (ESP)                | 50e           |
| 103           | Ariadna Gutiérrez (MEX)          | 64e           |
| 104           | Marie-Soleil Blais (CAN)         | 61e           |
| 105           | Azulde Britz (RSA)               | 70e           |
| 106           | Maria Del Pilar Jimenez (ESP)    | AB            |

| Colombia Tierra de Atletas CTF | Colombia Tierra de Atletas CTF | Colombia Tierra de Atletas CTF |
| ------------------------------ | ------------------------------ | ------------------------------ |
| Num                            | Coureuse                       | Pos                            |
| 111                            | Paula Carrasco (COL)           | AB                             |
| 112                            | Liseth Carrero (COL)           | 53e                            |
| 113                            | Lorena Colmenares (COL)        | 52e                            |
| 114                            | Jennifer Ducuara (COL)         | 39e                            |
| 115                            | Cristina Sanabria (COL)        | 65e                            |
| 116                            | Jessenia Meneses (COL)         | 43e                            |

| Stade Rochelais Charente-Maritime CMW | Stade Rochelais Charente-Maritime CMW    | Stade Rochelais Charente-Maritime CMW |
| ------------------------------------- | ---------------------------------------- | ------------------------------------- |
| Num                                   | Coureuse                                 | Pos                                   |
| 121                                   | Marine Allione (FRA)                     | 27e                                   |
| 122                                   | Manon Souyris (FRA)                      | AB                                    |
| 124                                   | Noémie Abgrall (FRA)                     | 10e                                   |
| 125                                   | Frances Janse van Rensburg (RSA) (route) | 38e                                   |

| Bepink BPK | Bepink BPK                      | Bepink BPK |
| ---------- | ------------------------------- | ---------- |
| Num        | Coureuse                        | Pos        |
| 131        | Elisabet Escursell Valero (ESP) | 71e        |
| 132        | Nadia Quagliotto (ITA)          | 9e         |
| 133        | Prisca Savi (ITA)               | 26e        |
| 134        | Valentina Basilico (ITA)        | 44e        |
| 135        | Matilde Vitillo (ITA)           | 25e        |
| 136        | Nora Jenčušová (SVK)            | AB         |

| Eneicat-RBH EIC | Eneicat-RBH EIC                | Eneicat-RBH EIC |
| --------------- | ------------------------------ | --------------- |
| Num             | Coureuse                       | Pos             |
| 141             | Anastasiia Lebedeva (RUS)      | 51e             |
| 142             | Lija Laizāne (LAT)             | 72e             |
| 144             | Varvara Fasoi (GRE) (route)    | 37e             |
| 145             | Alessia Bulleri (ITA)          | 33e             |
| 146             | Aidi Gerde Tuisk (EST) (route) | AB              |

| Massi Tactic MAT | Massi Tactic MAT      | Massi Tactic MAT |
| ---------------- | --------------------- | ---------------- |
| Num              | Coureuse              | Pos              |
| 151              | Mireia Benito (ESP)   | 4e               |
| 152              | Maaike Coljé (NED)    | 41e              |
| 153              | Corinna Lechner (GER) | 63e              |
| 154              | Nathalie Eklund (SWE) | 49e              |
| 156              | Sofia Gomes (POR)     | AB               |

| Río Miera-Cantabria Deporte RMC | Río Miera-Cantabria Deporte RMC | Río Miera-Cantabria Deporte RMC |
| ------------------------------- | ------------------------------- | ------------------------------- |
| Num                             | Coureuse                        | Pos                             |
| 161                             | Eva Anguela (ESP)               | AB                              |
| 162                             | Ania Horcajada (ESP)            | AB                              |
| 163                             | Carolina Esteban (ESP)          | AB                              |
| 164                             | Laura Tenorio (ESP)             | AB                              |
| 165                             | Beatriz Roxo (POR)              | 58e                             |
| 166                             | Susana Perez (ESP)              | 48e                             |

| Bizkaia-Durango BDP | Bizkaia-Durango BDP     | Bizkaia-Durango BDP |
| ------------------- | ----------------------- | ------------------- |
| Num                 | Coureuse                | Pos                 |
| 171                 | Aileen Schweikart (GER) | AB                  |
| 172                 | Melissa Maia (POR)      | 59e                 |
| 173                 | Daniela Campos (POR)    | AB                  |
| 174                 | Alba Teruel (ESP)       | 31e                 |
| 175                 | Carolina Upegui (COL)   | 68e                 |

| Zaaf Cycling Team ___ | Zaaf Cycling Team ___                      | Zaaf Cycling Team ___ |
| --------------------- | ------------------------------------------ | --------------------- |
| Num                   | Coureuse                                   | Pos                   |
| 181                   | Mandana Dehghan (IRI)                      | 60e                   |
| 182                   | Maria De Los Angeles Medina Gonzalez (ESP) | AB                    |
| 183                   | Camila Ayala (ARG)                         | 54e                   |
| 184                   | Maribel Aguirre (ARG)                      | AB                    |
| 186                   | Dolores Rodriguez (ARG)                    | AB                    |

| Vipeq-La Vaca Purpura ___ | Vipeq-La Vaca Purpura ___  | Vipeq-La Vaca Purpura ___ |
| ------------------------- | -------------------------- | ------------------------- |
| Num                       | Coureuse                   | Pos                       |
| 191                       | Liubov Malervein (RUS)     | 55e                       |
| 192                       | Muskilda Olortiz (ESP)     | 57e                       |
| 193                       | Victoria Juanicotena (ESP) | AB                        |
| 194                       | Lorena Ruperez (ESP)       | AB                        |

| Sopela Women's Team SWT | Sopela Women's Team SWT        | Sopela Women's Team SWT |
| ----------------------- | ------------------------------ | ----------------------- |
| Num                     | Coureuse                       | Pos                     |
| 203                     | Naia Amondarain Gazañaga (ESP) | AB                      |
| 204                     | Maria Banlles Santamaria (ESP) | 67e                     |
| 205                     | Isabel Ferreres Navarro (ESP)  | AB                      |
| 206                     | Cristina Barrajon (ESP)        | 56e                     |